# Шай, Нахман
Нахман Шай (ивр. נחמן שי‎; род. 28 ноября 1946 года, Мевасерет-Цион, подмандатная Палестина) — израильский журналист и политик, депутат кнессета 18-го созыва от партии «Кадима», 19-го созыва от партии «Авода» и 20-го созыва от блока «Сионистский лагерь». Министр по делам диаспоры в 36 правительстве Израиля.

## Биография
Нахман Шай родился 28 ноября 1946 года в Мевасерет-Цион на территории Подмандатной Палестины.
В период с 1964 по 1967 год работал военным корреспондентом армейской газеты «Бамахане». С 1968 года работал редактором и репортёром на радио «Голос Израиля». В 1969 году поступил на учёбу в Еврейский университет в Иерусалиме, закончив в 1972 году обучение на степень бакалавра в области в истории и политологии. В 1972 году перешёл на работу в Израильское телевидение. В том же году продолжил обучение в Еврейском университете, но теперь в области средств массовой информации, в 1975 году получил степень магистра в данной области. В 1978 году изучал СМИ в Институте Журналистики в штате Миннесота в США.
С 1979 по 1981 год — пресс-секретарь делегации Израиля в ООН. С 1981 года пресс-консультант израильской делегации в ООН. С 1989 по 1991 год глава пресс-службы Армии обороны Израиля.
Перед выборами в кнессет 18-го созыва занял 18-е место в партийном списке Кадимы, и прошёл в кнессет, так как партия получила 28 мандатов. Вошёл в состав комиссии по экономике и комиссии по поддержке статуса женщины. Исполнял обязанности в комиссии по иностранным делам и безопасности и в комиссии по вопросам этики.
3 ноября 2009 года защитил диссертацию на тему «Общественная дипломатия и низкая эффективность насилия в Израиле, 2000—2005» («англ. Public Diplomacy and Low Intensity Conflict in Israel, 2000-2005») в университете Бар-Илан, получил звание доктора наук (PhD).
Шай женат, имеет троих детей, живёт в Мевасерет-Цион. Владеет ивритом и английским языком.